# Durbaniella clarki
Durbaniella clarki är en fjärilsart som beskrevs av Van Son 1941. Durbaniella clarki ingår i släktet Durbaniella och familjen juvelvingar. Inga underarter finns listade i Catalogue of Life.